# Polyacanthonotus
Polyacanthonotus – rodzaj ryb promieniopłetwych z rodziny łuskaczowatych (Notacanthidae).

## Rozmieszczenie geograficzne
Do rodzaju należą gatunki występujące w słonych wodach całego globu.

## Morfologia
Długość ciała do 60 cm.

## Systematyka
Rodzaj zdefiniował w 1874 roku holenderski ichtiolog Pieter Bleeker w artykule poświęconym rodzajom ryb, opublikowanym w czasopiśmie Verslagen en mededeelingen der Koninklijke Akademie van Wetenschappen . Gatunkiem typowym jest (oryginalne oznaczenie (również monotypowe)) P. rissoanus.

### Etymologia
- Polyacanthonotus: gr. πολυς polus ‘wiele’; ακανθα akantha „cierń, kolec”, od ακη akē ‘punkt’; νωτον nōton ‘tył, grzbiet’[8].
- Zanotacanthus: gr. ζα- za- ‘bardzo’[9]; rodzaj Notacanthus Bloch, 1788. Gatunek typowy (oznaczenie monotypowe): Notacanthus rissoanus De Filippi & Verany, 1857.
- Paradoxichthys: gr. παραδοξος paradoxos ‘niezwykły’[10]; ιχθυς ikhthus ‘ryba’[11]. Gatunek typowy (oznaczenie monotypowe): Notacanthus rissoanus De Filippi & Verany, 1857.
- Macdonaldia: Marshall McDonald (1835–1895), amerykański inżynier, geolog, mineralog, hodowca ryb i naukowiec zajmujący się rybołówstwem[4]. Gatunek typowy (oryginalne oznaczenie (również monotypowe)): Notacanthus rostratus Collett, 1889 (= Notacanthus rissoanus De Filippi & Verany, 1857).
- Gnathonotacanthus: gr. γναθος gnathos ‘żuchwa’[12]; rodzaj Notacanthus Bloch, 1788[5]. Gatunek typowy (oryginalne oznaczenie): Polyacanthonotus vaillanti Fowler, 1934 (= Notacanthus challengeri Vaillant, 1888).

### Podział systematyczny
Do rodzaju należą następujące gatunki:
- Polyacanthonotus challengeri (Vaillant, 1888)
- Polyacanthonotus merretti Sulak, Crabtree & Hureau, 1984
- Polyacanthonotus rissoanus (De Filippi & Verany, 1857)